# Owschlag
Owschlag (dän.: Okslev) ist eine Gemeinde im Kreis Rendsburg-Eckernförde in Schleswig-Holstein.

## Geografie

### Geografische Lage
Das Gemeindegebiet von Owschlag erstreckt sich am Rand der Hüttener Berge in die westlich angrenzende Schleswiger Vorgeest zwischen Rendsburg und Schleswig. Im Gemeindegebiet entlang der südlichen Gemeindegrenze liegt das Flussbett der Sorge. Südlich der Dorflage befindet sich der Owschlager See. Er ist Teil des NATURA 2000-Schutzgebietes FFH-Gebiet Owschlager See.

### Gemeindegliederung
Neben der Dorflage gleichen Namens befinden sich auch die Wohnplätze Boklund, Norby, Ramsdorf (dänisch Ramstorp), Sorgwohld (dänisch Sorgvold), Steinsieken (dänisch Stensig), allesamt weitere Dorflagen, weiterhin die Häusergruppen Mooshörn, Owschlager Moor, wie auch die Einzelhofsiedlungen Eichenhof, Feldscheide, Jerusalem und Langenberg, ebenso die Streusiedlung Westermoor im Gemeindegebiet.

### Nachbargemeinden
Direkt angrenzende Gemeindegebiete von Owschlag sind:
|                   | Jagel, Lottorf                              | Brekendorf         |
| Kropp, Tetenhusen | Kompassrose, die auf Nachbargemeinden zeigt | Ahlefeld-Bistensee |
|                   | Alt Duvenstedt                              |                    |

## Geschichte
Der Ort wurde um 1500 erstmals als to Osslachte erwähnt. Er gehörte zum Kreis Eckernförde, bis dieser aufgelöst wurde.
Bis 1954 existierte eine Strecke der Eckernförder Kreisbahnen von Owschlag nach Eckernförde.
Der Mini-Born-Park, ein großer Miniaturenpark und touristischer Anziehungspunkt, wurde 2009 geschlossen.

## Religion
65 % der Bevölkerung sind evangelisch, 4 % katholisch. Die evangelische Erlöserkirche ist Teil des Kirchenkreises Rendsburg-Eckernförde der Evangelisch-Lutherischen Kirche in Norddeutschland. Die wenigen Katholiken des Ortes gehören zur Pfarrei St. Martin in Rendsburg, Erzbistum Hamburg.

## Politik

### Gemeindevertretung
Bei der Kommunalwahl am 14. Mai 2023 wurden insgesamt 17 Sitze vergeben. Die Bürger für Owschlag erhielten elf Sitze und die CDU erhielt sechs Sitze.

### Wappen
Blasonierung: „Von Silber und Blau geteilt. Oben ein Birkhahn in natürlicher Tingierung, unten ein unterhalbes, achtspeichiges goldenes Mühlrad.“

## Sehenswürdigkeiten
In der Liste der Kulturdenkmale in Owschlag stehen die in der Denkmalliste des Landes Schleswig-Holstein eingetragenen Kulturdenkmale.

## Sport
Die Handballsparte des TSV Owschlag ist durch die 1. Frauen-Mannschaft und die weibliche Jugend A-Vertretung überregional bekannt. Beide Mannschaften spielten in der jeweiligen Regionalliga Nordost. Lone Fischer, die jetzt in der ersten Bundesliga beim Buxtehuder SV spielt, spielte von 2002 bis 2008 beim TSV Owschlag.
Durch den Zusammenschluss der Handballsparte des TSV Owschlag mit der ehemaligen HSG Kropp-Tetenhusen im Jahr 2015 entstand die HG Owschlag-Kropp-Tetenhusen. Die 1. Frauen-Mannschaft spielt in der 3. Liga, während die 2. Frauen-Mannschaft in der Oberliga HH/SH antritt. Auch der weibliche Jugendbereich spielt ab der C-Jugend in der höchsten Altersklasse.

## Verkehr
Die Bundesautobahn 7 führt von der deutsch-dänischen Grenze nach Hamburg und berührt am östlichen Rand das Gemeindegebiet. Owschlag wird von der gleichnamigen Anschlussstelle (Nr. 7) in westlicher Richtung über die Landesstraße 265 erreicht.
Zudem gibt es einen Bahnhof an der Strecke Flensburg–Neumünster. Hier halten die Regionalexpress-Linien RE 7 (Flensburg–Hamburg) und RE 74 (Husum–Kiel) im Nahverkehrsverbund Schleswig-Holstein. Die schmalspurige Bahnstrecke Eckernförde–Owschlag der Eckernförder Kreisbahnen wurde 1954 stillgelegt und ist weitestgehend zu einem Rad- und Wanderweg umgebaut worden.

## Bildergalerie

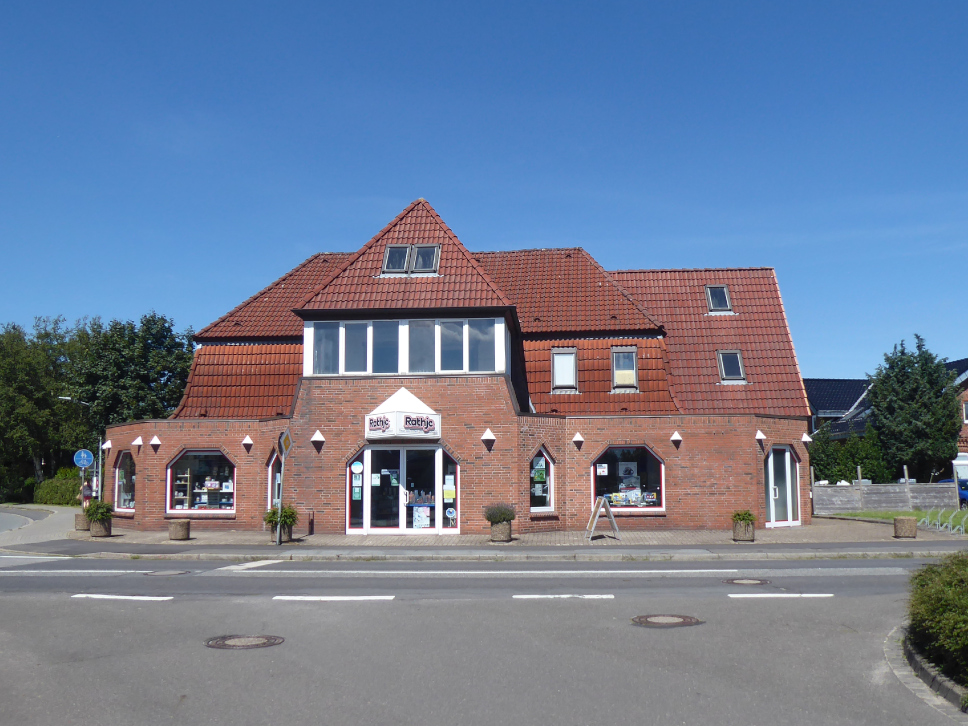
Ehemaliges Hotel am Bahnhof
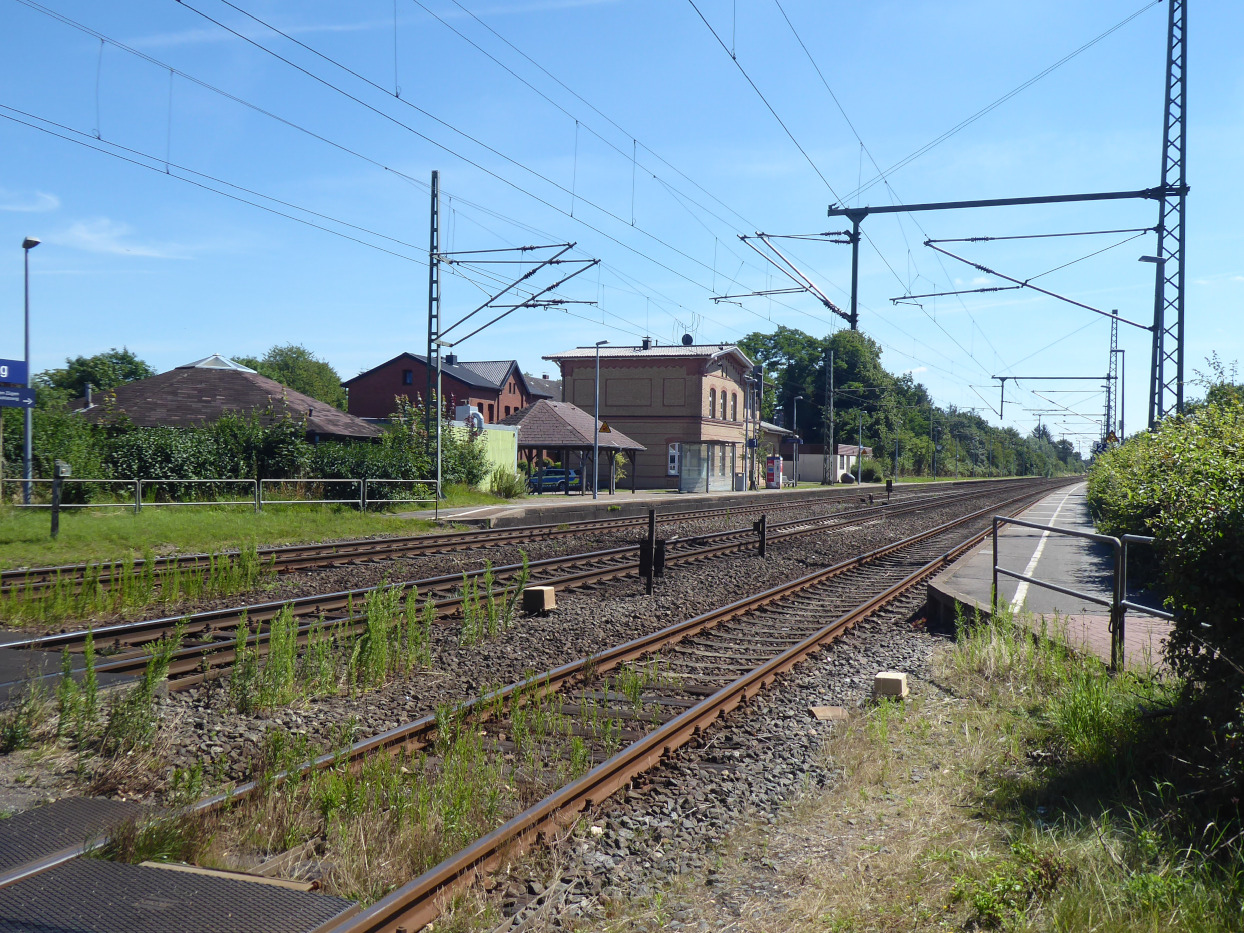
Bahnhof Owschlag
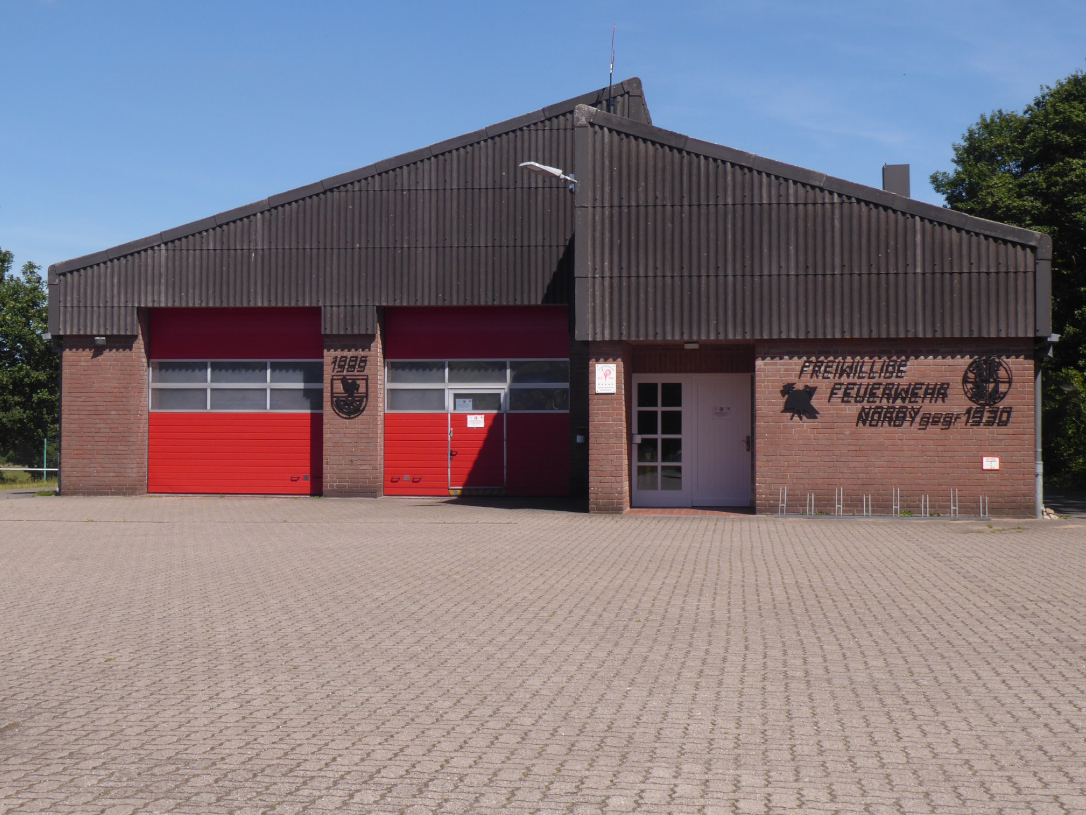
Feuerwehrhaus Norby
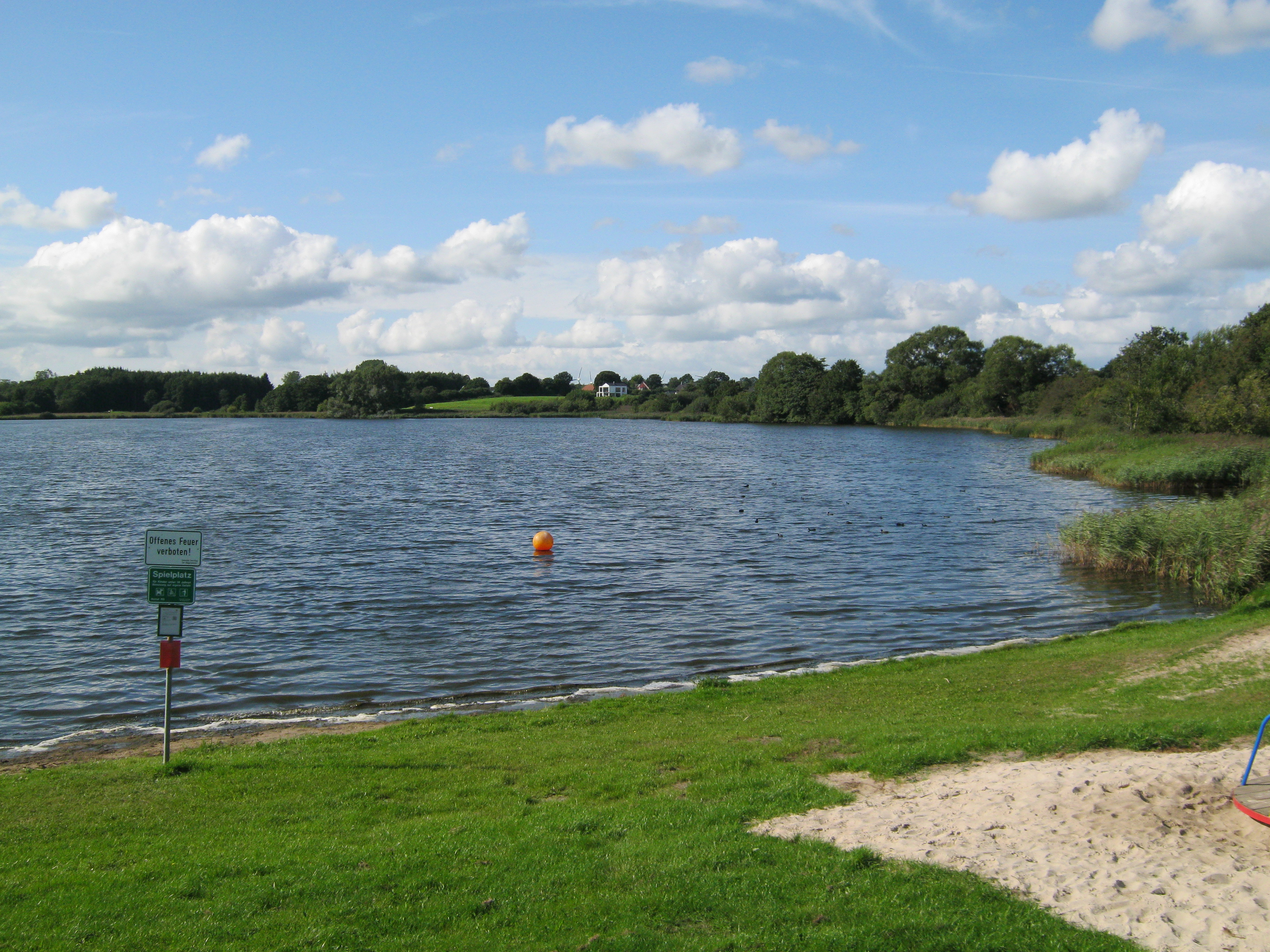
Badestelle am Owschlager See